# 周学春
周学春（1925年3月4日—），原名周荣冕，安徽定遠人，空軍官校第26期畢業，在1986年至1989年擔任中華民國國防部常務次長。

## 生平
抗日战争初期，周学春随父逃亡到湖北省荆门，因父病故被保育院收容。后至重庆读书，入空军幼年学校就讀。1946年，他考入空军军官学校第二十六期驱逐科；1948年毕业後，担任飞行员。1949年抵达台湾時，周学春晉任上尉。1956年起，周出任空军第五大队少校分队长、大队作战科作战官、中队少校作战长、中校指导员、副中队长、中队长、作战科长、政治作战室主任、副大队长、第二联队督察室主任、政治作战部主任等職。1975年2月，任第二联队少将参谋长，曾先后入三军大学空军指挥参谋学院和三军大学战争学院学习。1984年1月，周擔任空军总司令部后勤司令部司令。1986年7月，再出任中华民国国防部常务次长、空军中将。1989年4月，周学春退役。

## 個人生活
周學春的妻子是何铁君，女兒為周洁敏。